# Dimethyl-oxalát
Dimethyl-oxalát je organická sloučenina se vzorcem (CO2CH3)2, dimethylester kyseliny šťavelové; jedná se o bezbarvou pevnou látku rozpustnou ve vodě.

## Výroba
Dimethyloxalát lze získat esterifikací kyseliny šťavelové methanolem za katalýzy kyselinou sírovou:
{\displaystyle {\rm {2\ CH_{3}OH+(CO_{2}H)_{2}\ \xrightarrow {H_{2}SO_{4}} \ (CO_{2}CH_{3})_{2}+2\ H_{2}O}}}

### Oxidační karbonylace
Při oxidační karbonylaci postačují k výrobě dimethyloxalátu jednouhlíkaté výchozí látky:
{\displaystyle {\rm {4\ CH_{3}OH+4\ CO+O_{2}\xrightarrow {cat} \ 2\ (CO_{2}CH_{3})_{2}+2\ H_{2}O}}}
Reakci katalyzuje Pd2+. Syntézní plyn se obvykle získává z uhlí nebo biomasy. V průběhu oxidace se vytváří reakcí oxidu dusnatého a kyslíku oxid dusitý (1), který následně reaguje s methanolem (2) za tvorby methylnitritu:
Následuje dikarbonylace methylnitritu oxidem uhelnatým (3) katalyzovaná palladiem, kterou vzniká za atmosférického tlaku a teploty 80-120 °C plynný dimethyloxalát:
Souhrnná rovnice vypadá takto:
Při tomto postupu nedochází ke ztrátám methylnitritu, který slouží jako nosič oxidačního činidla; je ovšem třeba odstraňovat vznikající vodu, aby nedocházelo k hydrolýze produktu. Při použití 1 % Pd/α-Al2O3 se vytváří dimethyloxalát dikarbonylací, za stejných podmínek s 2 % Pd/C dochází k monokarbonylaci:
Lze také použít oxidační karbonylaci methanolu 1,4-benzochinonem za katalýzy octanem palladnatým a trifenylfosfinem, ta se vyznačuje vysokými hodnotami výtěžnosti i selektivity. Vhodný poměr octanu, fosfinu a benzochinonu činí 1:3:100, teplota 65 °C a tlak oxidu uhelnatého 7 MPa:

## Reakce
Dimethyloxalát se, stejně jako odpovídající diethylester, používá v řadě různých kondenzačních reakcí, například s cyklohexanonem vytváří diketoester, ze kterého lze získat kyselinu pimelovou. Reakcemi diesterů kyseliny šťavelové s diaminy vznikají cyklické diamidy. Kondenzací dimethyloxalátu a o-fenylendiaminu se utváří chinoxalindion:
C2O2(OMe)2 + C6H4(NH2)2 → C6H4(NHCO)2 + 2 MeOH
Hydrogenací se dimethyloxalát mění na ethylenglykol. Tuto přeměnu lze provést s 94,7% výtěžností.
Vzniklý methanol se zapojuje do oxidační karbonylace.
Dekarbonylací se z dimethyloxalátu stává dimethylkarbonát.
Transesterifikační reakcí s fenolem za přítomnosti sloučenin titanu se vyrábí difenyloxalát, který se, v kapalné nebo plynné fázi, dekarbonyluje na difenylkarbonát.
Dimethyloxalát lze použít také jako methylační činidlo. Vyznačuje se nižší toxicitou, než další methylační činidla, jako jsou jodmethan a dimethylsulfát.